# Seilbahn Aschbach

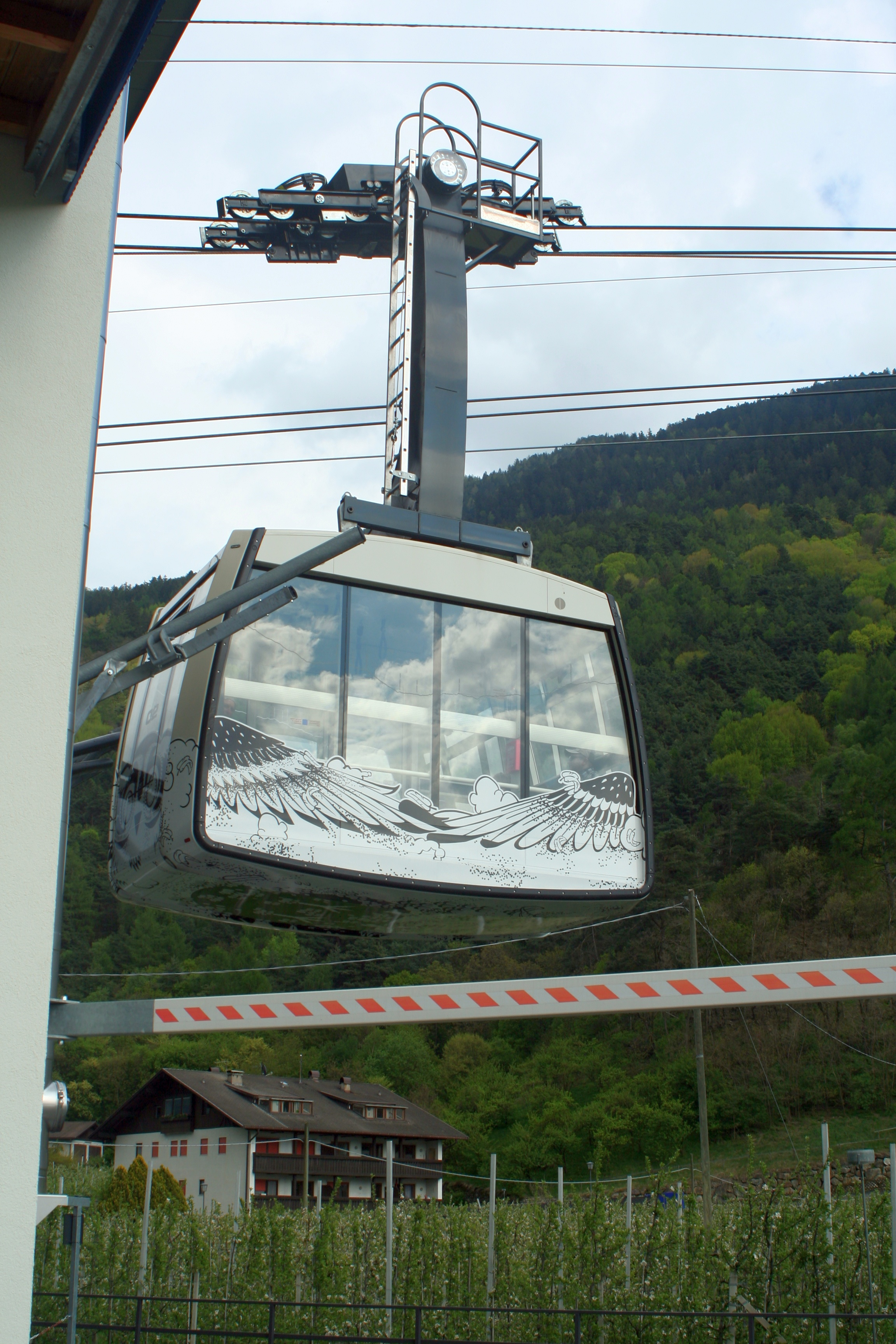
Kabine der Seilbahn Aschbach

Die Seilbahn Aschbach ist eine Kabinenseilbahn am Nördersberg im Vinschgau in Südtirol. Sie führt von der Talstation in Saring auf 525 m (bei Rabland in der Gemeinde Partschins) zur 1342 m hoch gelegenen Bergstation in Aschbach (Gemeinde Algund). Sie überwindet hierbei eine Höhendifferenz von 817 Metern. Die Bergstation hat sich als Ausgangspunkt für Wanderungen bewährt. Am 12. September 1971 Segnung der von der Gemeindeverwaltung Algund erbauten Personenseilbahn nach Aschbach. Sophia Magnago durchschnitt das Band zu offiziellen Eröffnung. Die Seilbahn konnte 70 Personen pro Stunde befördern.
2013 wurden die Bahn modernisiert und die Talstation erneuert, die Bergstation neu gebaut und neue Kabinen erworben.
Die Bahn fährt im Sommer von 8 bis 19 Uhr.